# Svenska revolutionen 1917–1918
Svenska revolutionen 1917–1918 är en facklitterär bok från 1967 skriven av Sigurd Klockare, utgiven av Prisma Bokförlag.